# La Motte-Fanjas
Pour les articles homonymes, voir La Motte.
La Motte-Fanjas est une commune française située dans le département de la Drôme, en région Auvergne-Rhône-Alpes.

## Géographie

### Situation et description
La commune est située à 25 km à l'est de Romans-sur-Isère, à 17 km au sud de Saint-Marcellin et à 7 km de Saint-Jean-en-Royans (chef-lieu de canton). Elle est rattachée à la communauté de communes du Royans-Vercors et présentée comme « la porte du Royans ».

### Hydrographie
Le territoire de la commune est bordé par la Bourne, une affluent de l'Isère.

### Climat
Pour des articles plus généraux, voir Climat d'Auvergne-Rhône-Alpes et Climat de la Drôme.
En 2010, le climat de la commune est de type climat méditerranéen altéré, selon une étude du Centre national de la recherche scientifique s'appuyant sur une série de données couvrant la période 1971-2000. En 2020, Météo-France publie une typologie des climats de la France métropolitaine dans laquelle la commune est exposée à un climat de montagne ou de marges de montagne et est dans la région climatique Alpes du nord, caractérisée par une pluviométrie annuelle de 1 200 à 1 500 mm, irrégulièrement répartie en été.
Pour la période 1971-2000, la température annuelle moyenne est de 12,1 °C, avec une amplitude thermique annuelle de 17,8 °C. Le cumul annuel moyen de précipitations est de 985 mm, avec 8,8 jours de précipitations en janvier et 6 jours en juillet. Pour la période 1991-2020, la température moyenne annuelle observée sur la station météorologique de Météo-France la plus proche, sur la commune de Saint-Jean-en-Royans à 4 km à vol d'oiseau, est de 12,3 °C et le cumul annuel moyen de précipitations est de 1 136,1 mm,. Pour l'avenir, les paramètres climatiques de la commune estimés pour 2050 selon différents scénarios d'émission de gaz à effet de serre sont consultables sur un site dédié publié par Météo-France en novembre 2022.

## Urbanisme

### Typologie
Au 1er janvier 2024, La Motte-Fanjas est catégorisée commune rurale à habitat dispersé, selon la nouvelle grille communale de densité à 7 niveaux définie par l'Insee en 2022.
Elle est située hors unité urbaine et hors attraction des villes,.

### Occupation des sols
L'occupation des sols de la commune, telle qu'elle ressort de la base de données européenne d’occupation biophysique des sols Corine Land Cover (CLC), est marquée par l'importance des territoires agricoles (66,3 % en 2018), une proportion identique à celle de 1990 (66,3 %). La répartition détaillée en 2018 est la suivante : 
zones agricoles hétérogènes (38,9 %), forêts (33,7 %), terres arables (18,8 %), cultures permanentes (8,3 %), prairies (0,4 %). L'évolution de l’occupation des sols de la commune et de ses infrastructures peut être observée sur les différentes représentations cartographiques du territoire : la carte de Cassini (XVIIIe siècle), la carte d'état-major (1820-1866) et les cartes ou photos aériennes de l'IGN pour la période actuelle (1950 à aujourd'hui).

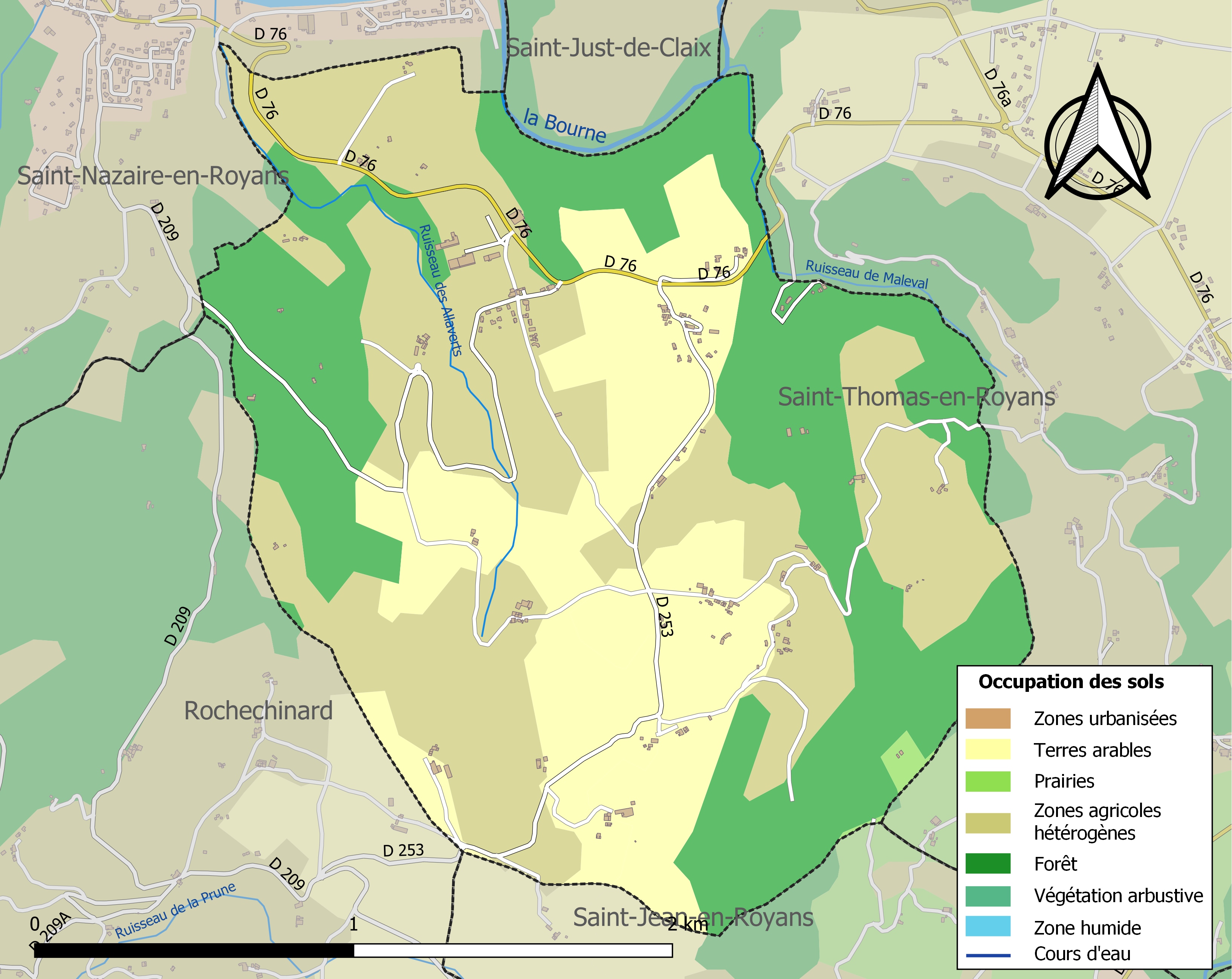
Carte des infrastructures et de l'occupation des sols de la commune en 2018 (CLC).

## Toponymie

### Attestations
Dictionnaire topographique du département de la Drôme :
- 956 : Motta Subterior (cartulaire de Saint-Chaffre, 6) ;
- 960 : La Mothe (cartulaire de Saint-Chaffre, 4) ;
- 1179 : mention de la paroisse : Ecclesia de Mota (cartulaire de Saint-Chaffre, 33) ;
- 1204 : mention de l'église Saint-Pierre : Ecclesia Sancti Petri de Mota (archives des Bouches-du-Rhône, mss. de Chantelou) ;
- 1208 : Mota dou Fangiar (Gall. christ., XVI, 39) ;
- 1217 : Mota del Fanzaz (cartulaire de Léoncel , 81) ;
- 1269 : Mota del Fanjatz (cartulaire de Léoncel , 232) ;
- 1296 : mention de la paroisse Saint-Pierre : Parrochia Sancti Petri de Mota (cartulaire de Saint-Chaffre, 276) ;
- XIVe siècle : mention du prieuré : Prioratus Mote del Faniatz (pouillé de Valence) ;
- XVe siècle : mention de la paroisse : Capella Mote Fangassii (pouillé de Valence) ;
- 1540 : mention du prieuré : Prioratus de Montefanjacii (rôle de décimes) ;
- 1549 : Mouta Fanjacii (rôle de décimes) ;
- 1891 : La Motte-Fanjas, commune du canton de Saint-Jean-en-Royans.

### Étymologie
motte
Du mot motte « levée de terre » (Langues d'oïl) dérivé du gaulois et issu d'un mot pré-celtique motta.
fanjas
De l'occitan *fanja, issu du vieux-francique fango « terrain marécageux ». Le mot français « fange » dérive du germanique *fanga.

## Histoire

### Du Moyen Âge à la Révolution
La seigneurie : au point de vue féodal, la Motte-Fanjas faisait partie du duché d'Hostun. Cependant, en 1688, cette terre appartient aux Villettes.
Démographie :
- 1688 : 53 chefs de famille.
- 1789 : 57 chefs de famille.

Ayant 1790, la-Motte-Fanjas était une communauté de l'élection et subdélégation de Valence et du bailliage de Saint-Marcellin, formant une paroisse du diocèse de Valence, dont l'église, dédiée à saint Pierre, était celle d'un prieuré de l'ordre de Saint-Benoît et de la dépendance de l'abbaye de Saint-Chaffre, connu dès le Xe siècle, et dont le titulaire avait la collation de la cure et les dîmes de cette paroisse, ainsi que celles de la paroisse de Saint-Thomas.

### De la Révolution à nos jours
En 1790, la commune fait partie du canton de Saint- Jean-en-Royans.

## Politique et administration

### Liste des maires
| Période                                  | Période                   | Identité        | Étiquette | Qualité |
| ---------------------------------------- | ------------------------- | --------------- | --------- | ------- |
| Les données manquantes sont à compléter. |                           |                 |           |         |
| mars 2001                                | 2014                      | Claudine Gémard |           |         |
| 2014                                     | En cours (au 8 mars 2015) | Nadia Viossat   |           |         |

## Population et société

### Démographie
L'évolution du nombre d'habitants est connue à travers les recensements de la population effectués dans la commune depuis 1793. Pour les communes de moins de 10 000 habitants, une enquête de recensement portant sur toute la population est réalisée tous les cinq ans, les populations de référence des années intermédiaires étant quant à elles estimées par interpolation ou extrapolation. Pour la commune, le premier recensement exhaustif entrant dans le cadre du nouveau dispositif a été réalisé en 2005.

En 2022, la commune comptait 197 habitants, en évolution de +3,68 % par rapport à 2016 (Drôme : +2,64 %, France hors Mayotte : +2,11 %).
| 1793 | 1800 | 1806 | 1821 | 1831 | 1836 | 1841 | 1846 | 1851 |
| ---- | ---- | ---- | ---- | ---- | ---- | ---- | ---- | ---- |
| 265  | 225  | 273  | 290  | 281  | 307  | 301  | 330  | 330  |

| 1856 | 1861 | 1866 | 1872 | 1876 | 1881 | 1886 | 1891 | 1896 |
| ---- | ---- | ---- | ---- | ---- | ---- | ---- | ---- | ---- |
| 277  | 296  | 306  | 286  | 295  | 273  | 278  | 254  | 250  |

| 1901 | 1906 | 1911 | 1921 | 1926 | 1931 | 1936 | 1946 | 1954 |
| ---- | ---- | ---- | ---- | ---- | ---- | ---- | ---- | ---- |
| 225  | 216  | 225  | 212  | 182  | 153  | 152  | 156  | 177  |

| 1962 | 1968 | 1975 | 1982 | 1990 | 1999 | 2005 | 2006 | 2010 |
| ---- | ---- | ---- | ---- | ---- | ---- | ---- | ---- | ---- |
| 137  | 118  | 113  | 121  | 115  | 138  | 170  | 169  | 165  |

| 2015 | 2020 | 2022 | - | - | - | - | - | - |
| ---- | ---- | ---- | - | - | - | - | - | - |
| 189  | 193  | 197  | - | - | - | - | - | - |

### Enseignement
La commune est rattachée à l'académie de Grenoble.

### Manifestations culturelles et festivités
Fête : le 22 janvier.

## Économie
En 1992 : pâturages, élevage, noix.
La commune possède une zone artisanale[réf. nécessaire].

## Culture locale et patrimoine

### Lieux et monuments

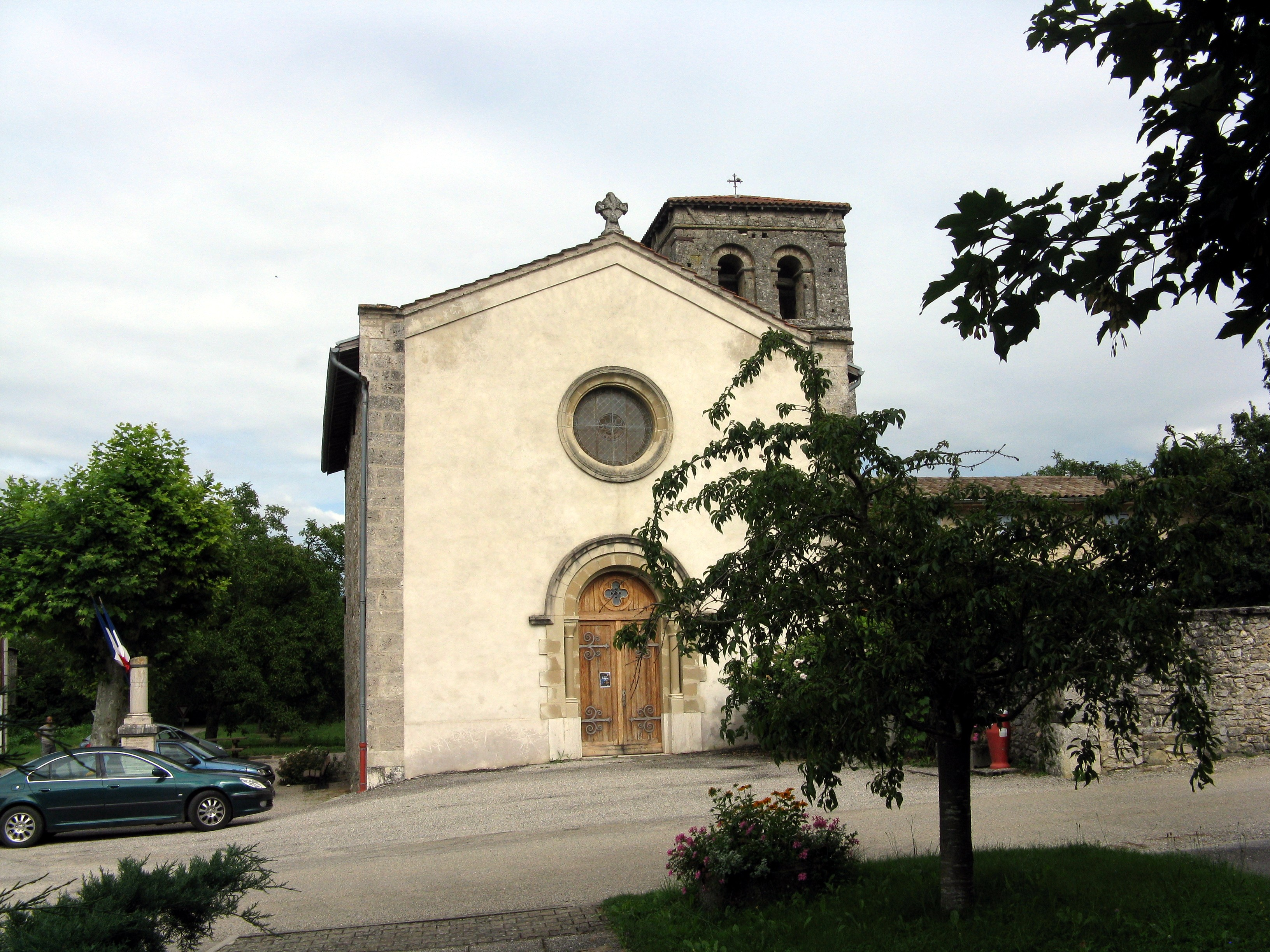
Église de La Motte-Fanjas.

- Église Saint-Clair de La Motte-Fanjas, romane : clocher carré[1].

### Patrimoine naturel
La commune fait partie du parc naturel régional du Vercors.

### Héraldique, logotype et devise
|  | La Motte-Fanjas possède des armoiries dont l'origine et le blasonnement exact ne sont pas disponibles. |